# Chemin Salinié
Le chemin Salinié (en occitan : camin Salinièr) est une voie de Toulouse, chef-lieu de la région Occitanie, dans le Midi de la France.

## Situation et accès

### Description
Le chemin Salinié est une voie publique. Il se trouve dans le quartier de Lardenne. Il correspond à une partie de l'ancien chemin vicinal no 43, allant de Blagnac à Tournefeuille (actuels chemins de la Flambère, des Capelles, Salinié, Ferro-Lebrés, Gaillardie).
La chaussée compte une voie de circulation automobile dans chaque sens. Elle appartient à une zone 30 et la vitesse y est limitée à 30 km/h.  Il n'existe pas d'aménagement cyclable.

### Voies rencontrées
Le chemin Salinié rencontre les voies suivantes, dans l'ordre des numéros croissants (« g » indique que la rue se situe à gauche, « d » à droite) :
1. Chemin de la Barigoude (g)
2. Avenue de Lardenne (d)
3. Rond-point des Époux-Mongelard
4. Rue Poutier (g)
5. Rue Laurent-Chaffin (d)
6. Impasse Théodore-Sudre (g)
7. Chemin du Commandant-Joël-Le Goff (g)
8. Chemin du Calquet (d)
9. Chemin des Capelles (g)
10. Impasse Salinié (d)

## Odonymie
L'origine du nom du chemin Salinié est ancienne, puisqu'elle est déjà connue au XVIIe siècle. Elle n'en est cependant pas moins obscure. L'historien toulousain Pierre Salies propose d'y voir le souvenir d'un « chemin du sel » ou salinier, ou encore une référence à une famille qui y aurait possédé un domaine agricole.

## Patrimoine et lieux d'intérêt

### Équipements publics
- no  14 : pôle associatif Christian-Teulière

### Maisons
- no  9 : maison (deuxième moitié du XIXe siècle)[2].
- no  16 : maison de La Tourelle (deuxième moitié du XIXe siècle)[3].
- no  27 : maison toulousaine (deuxième moitié du XIXe siècle)[4].
- no  31 : maison toulousaine (deuxième moitié du XIXe siècle)[5].
- no  30 : maison (deuxième moitié du XIXe siècle).
- no  35 : maison (deuxième moitié du XIXe siècle)[6].
- no  38 : maison (deuxième moitié du XIXe siècle).
- no  40 : maison (deuxième moitié du XIXe siècle).
- no  55 : maison toulousaine (deuxième moitié du XIXe siècle)[7].
- no  66 : maison (deuxième quart du XXe siècle)[8].
- no  73 : maison (deuxième moitié du XVIIIe siècle)[9].
- no  85 : maison (XVIIIe siècle)[10].
- no  89 : maison de garde-barrière (deuxième moitié du XIXe siècle)[11].